# Francis Kenny
Francis Gleig Kenny – amerykański operator filmowy, urodzony w Indianapolis w stanie Indiana. Podczas DVD Exclusive Awards zdobył nominację do nagrody DVDX.

## Filmografia
- 2005: Getting Played, reż. David Silberg
- 2005: Edison, reż. David J. Burke
- 2003: From Justin to Kelly, reż. Robert Iscove
- 2003: Straszny film (Scary Movie), reż. Keenen Ivory Wayans
- 1999: Cała ona (She's All That), reż. Robert Iscove
- 1996: Kolonia (The Colony), reż. Tim Hunter